# Pedro Enríquez (obispo)
Pedro Enríquez (m. 1445). Noble y eclesiástico castellano-leonés. Fue hijo de Enrique Enríquez y nieto del condestable Pedro Enríquez de Castilla.
Fue tataranieto del rey Alfonso XI el Justiciero y regentó la diócesis de Mondoñedo entre los años 1426 y 1445.

## Orígenes familiares
Fue hijo de Enrique Enríquez. Por parte paterna era nieto del condestable Pedro Enríquez de Castilla, conde de Trastámara, Lemos y Sarria.
Fue tataranieto de Alfonso XI el Justiciero, rey de Castilla y León.

## Biografía
Se desconoce su fecha de nacimiento. Antes de ocupar la silla episcopal de Mondoñedo fue chantre de la Catedral de Orense, y ocupaba este último cargo cuando fue nombrado obispo electo de Mondoñedo, en el año 1426, aunque el obispo titular de la diócesis era Gil Rodríguez de Muros, y Pedro Enríquez el Administrador Perpetuo de la diócesis, y como tal es mencionado en un documento con fecha de 20 de enero de 1430.
En el año 1432 Pedro Enríquez comenzó a figurar en los documentos como obispo electo de Mondoñedo, y en junio de ese mismo año Gil Rodríguez de Muros, obispo de Mondoñedo, renunció a su cargo y pasó a ocuparlo Pedro Enríquez, quien gobernó la diócesis desde entonces y durante trece años.
Convocó un sínodo en agosto de 1437 y otro en agosto de 1438, y durante su episcopado se construyó el primitivo claustro de la catedral de Mondoñedo, en el que fueron colocados diversos escudos de su familia.
Falleció el día 21 de agosto de 1445.

## Sepultura de Pedro Enríquez
El cadáver del obispo Pedro Enríquez recibió sepultura en la basílica de San Martín de Mondoñedo. Posteriormente, sus restos mortales fueron trasladados a la Catedral de Mondoñedo por voluntad de su pariente, el obispo Fadrique de Guzmán, y en la Catedral de Mondoñedo fue colocado entonces el siguiente epitafio:

"Sepultura de don Pedro Enríquez, obispo de Mondoñedo, fixo de don Enrique, hermano de don Fadrique, duque de Arjona, conde de Trastamar, nieto de don Pedro, condestable de Castilla, conde de Trastámara. Morió el anno Domini Mº CCCCXLº, die XXI agosti. Mandola facer el Señor P. Álvarez de Cabrera."